# Stefanos Tzimas
Stefanos Tzimas (griechisch Στέφανος Τζίμας; * 6. Januar 2006 in Thessaloniki) ist ein griechischer Fußballspieler. Der Stürmer steht bei Brighton & Hove Albion unter Vertrag.

## Karriere

### Vereine
Tzimas kam 2013 im Alter von sieben Jahren in die Jugend von PAOK Thessaloniki. Im November 2022 debütierte er im Alter von 16 Jahren für die zweite Mannschaft in der Super League 2. Im Januar 2023 lief der Stürmer im griechischen Pokal erstmals für die Profimannschaft auf, ehe im Februar 2023 sein Debüt in der Super League folgte. In der Saison 2023/24 kam Tzimas hauptsächlich für die Profis zum Einsatz und steuerte in 16 Einsätzen (dreimal von Beginn) drei Tore zum Gewinn der Meisterschaft bei.
Zur Saison 2024/25 wechselte der 18-Jährige, der in dieser Spielzeit noch für die A-Junioren (U19) spielberechtigt war, für ein Jahr auf Leihbasis mit Kaufoption in die 2. Bundesliga zum 1. FC Nürnberg. Unter dem Cheftrainer Miroslav Klose entwickelte sich der Grieche schnell zum Stammspieler. In der Hinrunde erzielte er in 14 Spielen acht Tore. Nach zwei weiteren Toren zog der 1. FC Nürnberg Anfang Februar 2025 gegenüber PAOK Thessaloniki die Kaufoption. Tzimas unterschrieb daraufhin bei Brighton & Hove Albion aus der Premier League einen Vertrag bis zum 30. Juni 2030, verblieb aber bis zum Saisonende noch auf Leihbasis in Nürnberg. Er beendete die Saison mit 12 Toren in 23 Spielen.
Zur Saison 2025/26 erfolgte schließlich der Wechsel zu Brighton & Hove Albion.

### Nationalmannschaft
Nach Einsätzen in der griechischen U16-, U17- und U19-Nationalmannschaft ist Tzimas seit März 2024 in der griechischen U21 aktiv. Mit der U19 nahm er an der U19-Europameisterschaft 2023 teil.

## Titel
- Griechischer Meister: 2024